# ダイセンミツバツツジ
ダイセンミツバツツジ（大山三葉躑躅 学名Rhododendron lagopus）はツツジ科ツツジ属の落葉低木。
ダイセンミツバツツジは、大山で発見されたのでこの名がついた。中国地方から近畿地方北部と、愛知県や山梨県の一部に分布している。変種に、ユキグニミツバツツジがある。4月中旬から5月にかけて、約4cmの桃紅色の花を咲かせる。

## 画像

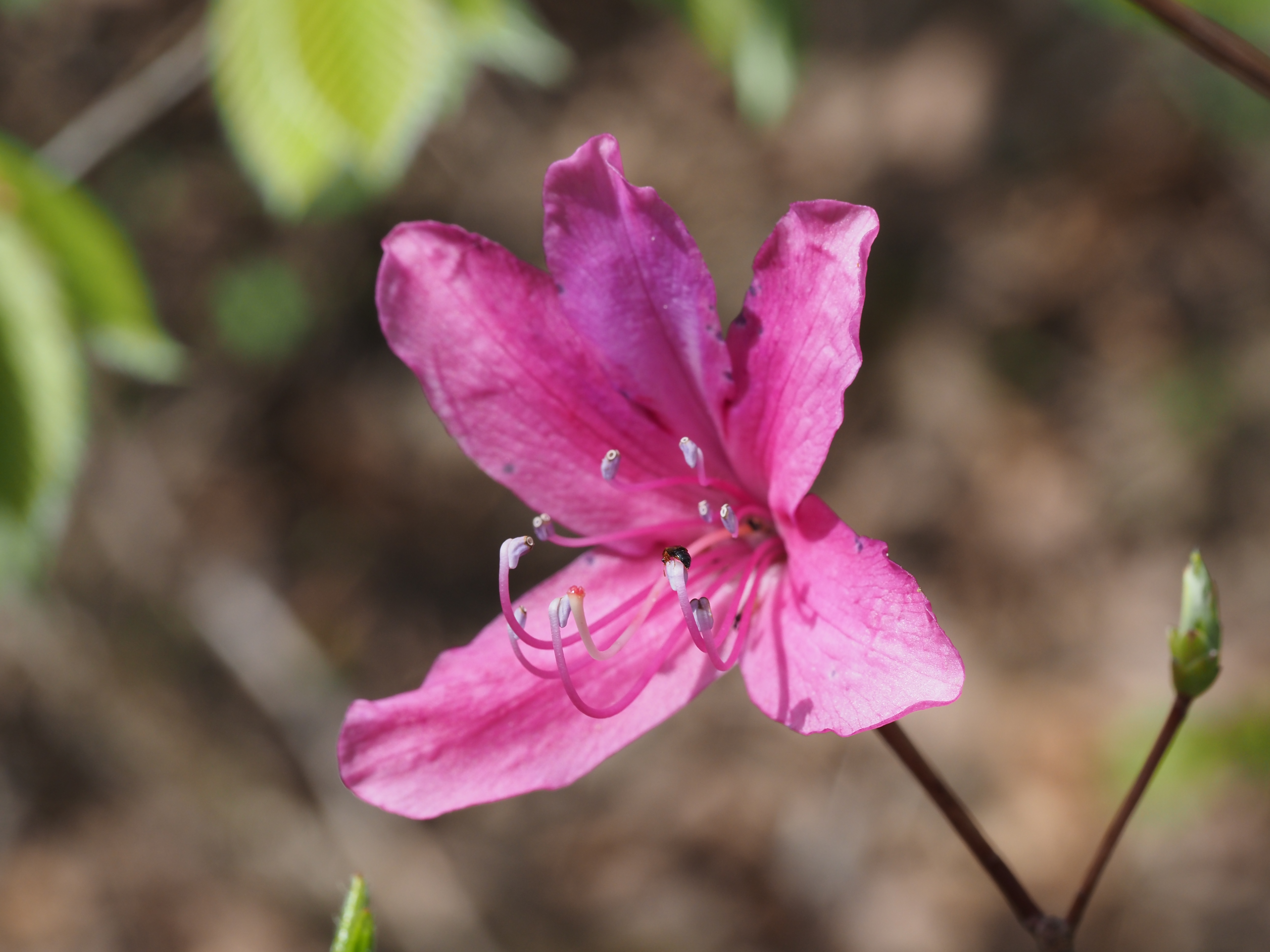
ダイセンミツバツツジ　Rhododendron lagopus